# 大鹏古城博物馆
大鹏古城博物馆成立于1996年，是全国重点文物保护单位——大鹏所城文物保护专门管理机构，主要负责大鹏所城的文物保护工作，协助开展大鹏所城的文物安全监督管理工作。
开展与大鹏所城相关的历史研究、文物征集、陈列展览、宣传教育等工作。

## 沿革
2005年12月，大鹏古城博物馆被公布为广东省爱国主义教育基地。
2009年，大鹏古城博物馆被国家文物局评为“国家三级博物馆”。

## 馆藏
目前馆藏文物藏品834件（套），包括陶器、瓷器、古家具、兵器、书画、石刻等各类文物，其中省港罢工证、清官帽箱、青花瓷碗等被定为二、三级文物，现有二级文物4件（套），三级文物22件（套）。